# Le Livre de San Michele
Pour les articles homonymes, voir San Michele.
Le Livre de San Michele est un livre de souvenirs rédigé par le médecin suédois Axel Munthe (1857 - 1949) et publié pour la première fois en 1929 par l'éditeur britannique John Murray, sous le titre original : The Story of San Michele. Écrit en anglais, il a été un succès de librairie dans de nombreuses langues et a été constamment réédité pendant les sept décennies qui ont suivi sa parution.

## L'auteur
Munthe a grandi en Suède. À dix-sept ans, il faisait sur un bateau à voile un voyage qui comprenait une visite rapide dans l'île italienne de Capri. En gravissant les escaliers phéniciens menant au village d'Anacapri, il tomba sur une chapelle en ruine appartenant à un habitant du voisinage, Maestro Vincenzo, et rêva aussitôt d'acquérir cette propriété et de la restaurer. La chapelle, dédiée à saint Michel, avait été construite sur une partie des ruines de l'une des villas de l'empereur romain Tibère à Capri.
Munthe fit en France des études de médecine, puis ouvrit un cabinet médical, Avenue de Villiers à Paris. Par la suite il apporta son aide pendant l'épidémie de choléra de 1884 à Naples. En 1887, il réussit à acheter la chapelle en ruines, et, par la suite, passa la plus grande partie de sa vie à construire cette Villa San Michele à Capri. Il avait aussi un cabinet médical à Rome, pour l'aider à payer les travaux.

## Le livre
Le Livre de San Michele comporte 32 chapitres et environ 368 pages. Il s'agit essentiellement d'une série de courts récits qui se recoupent, en suivant en gros mais pas entièrement l'ordre chronologique. Il contient de nombreuses réminiscences sur des périodes de sa vie. Munthe était en relations avec un certain nombre de célébrités de son temps, dont Charcot, Pasteur, Henry James et Guy de Maupassant, qui figurent tous dans le livre. Il côtoya aussi les gens les plus pauvres, les immigrants italiens à Paris, les victimes du choléra à Naples et, dans les milieux ruraux, les habitants de Capri et les Lapons du Grand Nord. Il aimait passionnément les animaux, et ceux-ci figurent en bonne place dans plusieurs histoires, notamment son babouin alcoolique Billy.
Ces récits, plus ou moins authentiques, varient dans leur tonalité du style le plus grave au plus humoristique. On assiste à plusieurs discussions avec des animaux et divers êtres surnaturels : le dernier chapitre a lieu effectivement après la mort de l'auteur et met en scène ses discussions avec saint Pierre devant les portes du Ciel. À aucun moment, Munthe ne semble se prendre lui-même particulièrement au sérieux, mais certains des thèmes qu'il aborde sont graves, comme sa description des recherches sur la rage à Paris, où il fait allusion à l'euthanasie des patients atteints et raconte la tentative de suicide d'un homme convaincu à tort d'avoir contracté la maladie.
Plusieurs personnes ayant tenu une place importante dans la vie de Munthe ne sont pas mentionnées dans Le Livre de San Michele. Ni sa femme ni ses enfants ne figurent dans l'histoire et l'auteur parle très peu du temps qu'il passa en Angleterre, alors qu'il avait épousé une Anglaise, que ses enfants avaient été en grande partie élevés en Angleterre, et que lui-même était devenu sujet britannique pendant la Première Guerre mondiale. Son rôle en tant que médecin personnel et de confident de la reine consort Victoria de Suède n'est évoqué que très indirectement bien qu'il ait duré plusieurs décennies ; à un endroit, où il la désigne seulement comme « celle qui doit être la mère de la nation tout entière », il mentionne qu'elle apportait régulièrement des fleurs sur la tombe d'un de ses chiens enterrés à la Villa San Michele ; ailleurs un de ses domestiques, sorti pour promener ses chiens, rencontre la reine, qui lui dit avoir donné le chien à Munthe.
Munthe a publié d'autres souvenirs dont certains ont été incorporés au Livre de San Michele, lequel éclipse la plupart de ses autres écrits tant par sa longueur que par sa popularité. Certains épisodes de sa vie, cités ailleurs, ne sont pas mentionnés dans l'ouvrage. On n'y trouve notamment pas le récit de sa collaboration avec un corps d'ambulanciers français durant la Première Guerre mondiale, relatée dans un autre ouvrage, Red Cross, Iron Cross (« Croix-rouge, Croix de fer »).
À l'échelle mondiale, le livre fut un immense succès ; 1930 vit douze éditions pour la seule version anglaise, et Munthe ajouta une deuxième préface. Une troisième préface fut écrite en 1936 pour une édition illustrée.

## Critique
Comme n'importe quelle œuvre, celle-là également a pu ne pas être aimée de tout le monde ; l'éditeur Kurt Wolff a écrit: 
« J'ai été le premier éditeur allemand à qui on ait proposé Le Livre de San Michele. Je l'ai lu dans une traduction allemande et j'ai trouvé qu'il était (et jusqu'à un point inconcevable) banal, vide et ennuyeux, si bien que je n'ai pas hésité un instant à le rejeter. »
Wolff a bien dit que le fait que l'édition allemande se soit vendue par la suite à plus d'un million d'exemplaires n'a nullement changé son opinion.

## Édition française
Le Livre de San Michele parut pour la première fois aux éditions Albin Michel en 1934, dans une traduction de Paul Rodocanachi. Cette édition comporte un texte de présentation de Pierre Benoit ainsi qu'un « avertissement au lecteur français » et une courte préface en français de l'auteur.

## Œuvres inspirées du livre
- Le Livre de San Michele (Axel Munthe, der Arzt von San Michele) est un film germano-franco-italien de Giorgio Capitani et Rudolf Jugert de 1962, avec Valentina Cortese dans le rôle d'Eleonora Duse et Fernand Sardou dans celui de Petit-Pierre. Cf. sa fiche sur l'Internet Movie database

## Source
- (en) Cet article est partiellement ou en totalité issu de l’article de Wikipédia en anglais intitulé « The Story of San Michele » (voir la liste des auteurs).